# 你鼓舞了我
〈你鼓舞了我〉是一首流行歌曲，由神秘园组合中的罗尔夫·勒夫兰作曲，布倫丹·格雷厄姆作词。該首歌收錄於神秘园2002年的专辑《紅色月光》中，由爱尔兰歌手布萊恩·甘迺迪演唱。最初，該曲题为〈無聲的故事〉（"Silent Story"），是一首僅有旋律的器乐作品，其來自愛爾蘭的傳統音樂。勒夫兰在读了格雷厄姆的小说後請他為該曲撰寫歌詞。2001年10月，〈你鼓舞了我〉在挪威的電視節目《Norwegian TV-2》上首次演出。
2003年，大衛·佛斯特與喬許·葛洛班合作翻唱〈你鼓舞了我〉，廣受好評，讓原先知名度不高的〈你鼓舞了我〉出名。葛洛班亦曾在一些場合演唱該曲，如美國航空航天局為哥倫比亞號太空梭遇難機組人員舉辦的紀念會、第38屆超級盃及歐普拉·溫芙蕾的50歲生日。於2005年翻唱該曲的組合西城男孩曾於2009年12月在诺贝尔和平奖音乐会上演唱該曲。西城男孩翻唱的版本登上各大排行榜。〈你鼓舞了我〉已被翻唱了超過125次，亦曾被改編成日本电视动画《羅密歐×茱麗葉》的片頭曲。

## 創作與神秘园版本

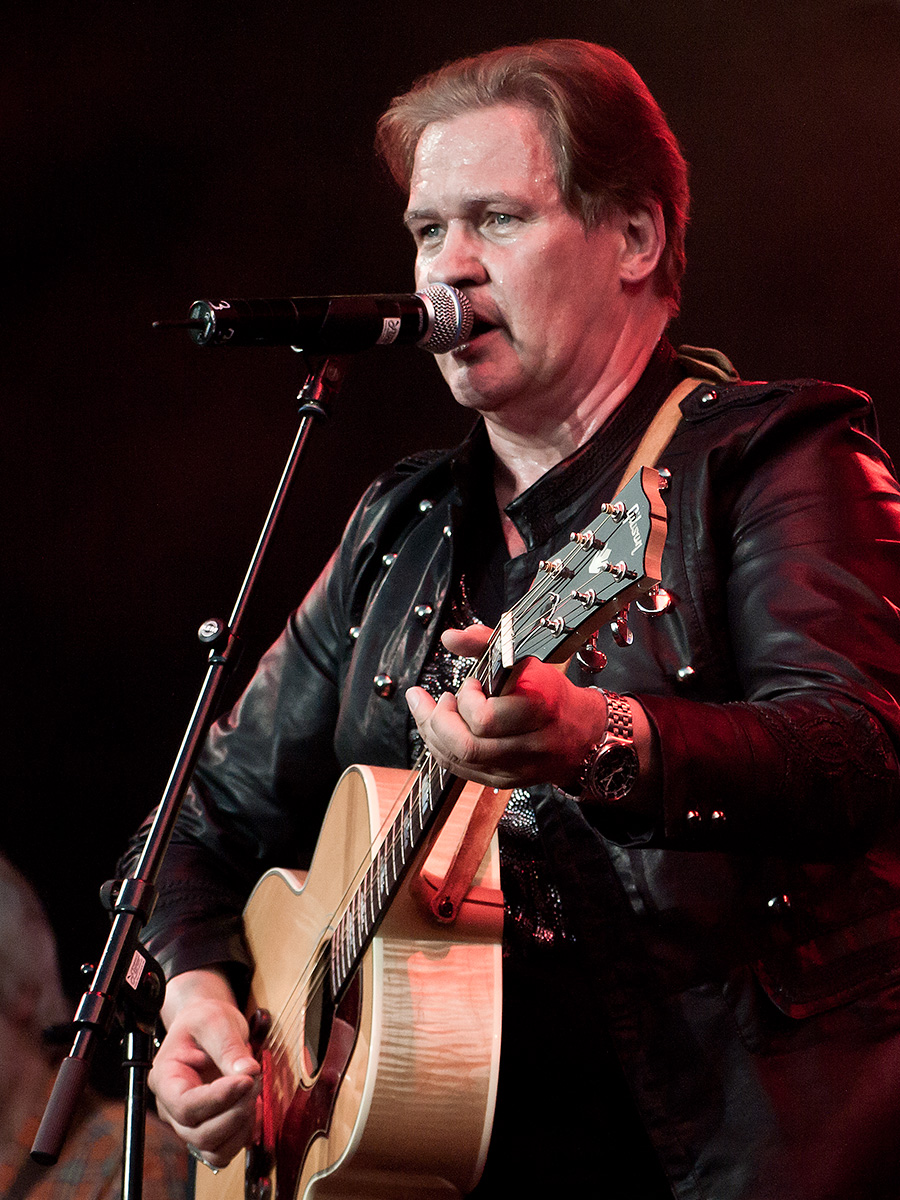
神秘园原先找上強尼·羅根來演唱〈你鼓舞了我〉，但因唱片公司的要求，神秘园只能改找另一位演唱者

〈你鼓舞了我〉最初题为〈無聲的故事〉（"Silent Story"），是首器乐作品，由神秘园组合中的罗尔夫·勒夫兰創作，最初僅有旋律。該曲的靈感來自愛爾蘭的傳統音樂。勒夫兰在母親的葬禮上首次演奏〈無聲的故事〉，他發現這首歌感動能感動人們。2000年，神秘园開始準備創作專輯《紅色月光》的歌曲。2001年的一晚，在克里斯蒂安桑錄音室，〈無聲的故事〉的首次錄製在一個偶然的情況下完成。當時神秘园的成員們都已筋疲力盡，於是他們以簡單的小提琴和鍵盤完成〈無聲的故事〉的試聽帶。該段音樂就是後來〈無聲的故事〉的主旋律。
在21首試聽帶中，只有前12首未來能放進《紅月》中。經過多次會議排出的先後順序中，〈無聲的故事〉僅排在第18名。儘管如此，勒夫兰仍堅持將〈無聲的故事〉納入專輯當中。勒夫兰在读了爱尔兰小说家兼歌曲作家布倫丹·格雷厄姆的小说《最潔白的花》（The Whitest Flower）后，请他为该歌填词。格雷厄姆花了不到一天的時間完成一份名為〈你鼓舞了我〉的歌詞草稿。該歌詞草稿後來就沒有再修改過。勒夫兰回憶道，他在讀完歌詞後認為，其歌詞完全抓住主旋律的精神，十分振奮人心。最初，神秘园找上歌手強尼·羅根來演唱〈你鼓舞了我〉，而羅根的表現也令他們相當滿意，但因唱片公司的要求，神秘园只能妥協，改找爱尔兰歌手布萊恩·甘迺迪演唱。羅根的版本未能收錄發行，直到數年後，澳洲環球唱片公司剪輯發行了一張名為《頌歌：聲音的精神》（Canto: The Spirit Of The Voice）的專輯時，羅根的演唱版本才得以問世。
2001年6月，神秘园決定讓倫敦社區福音合唱團（The London Community Gospel Choir）來演唱歌曲的最後一節，並要合唱團的負責人挑一位女歌手在第二節獨唱。合唱團的負責人挑了特蕾西·坎貝爾（Tracey Campbell）。2001年10月，〈你鼓舞了我〉在挪威的電視節目《Norwegian TV-2》上首次演出，由神秘园演奏音樂，甘迺迪與坎貝爾演唱。2002年，甘迺迪演唱的〈你鼓舞了我〉隨著神秘园的專輯《紅色月光》正式發布。專輯在愛爾蘭及挪威相當暢銷，並於2002年冬天名列世道榜的第二名，但在其他地區就沒有吸引太大的目光。儘管該首歌並不怎麼熱門，仍有一些藝人開始翻唱〈你鼓舞了我〉。2005年，甘迺迪在喬治·貝斯特的葬禮上獻唱該曲。神秘园承認，該首歌與用倫敦德里小調演唱的〈丹尼男孩〉（1910年）有所相似，特別是開頭與結尾，但表明他們並無抄襲。

## 喬許·葛洛班版本

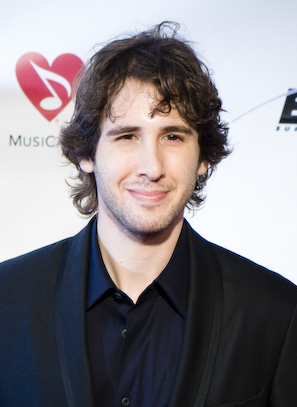
喬許·葛洛班翻唱的版本讓先前知名度不高的《你鼓舞了我》大紅大紫

〈愛的力量〉收錄在喬許·葛洛班2004年的專輯《愛已近》中，由葛洛班與大衛·佛斯特合作翻唱〈你鼓舞了我〉。葛洛班的版本在2004年冬天名列《告示牌》成人抒情榜的第一名，並在《告示牌》百大單曲榜上排名第73位。2005年，該曲入圍了葛萊美獎。
葛洛班亦曾在一些場合演唱該曲，如美國航空航天局為哥倫比亞號太空梭遇難機組人員舉辦的紀念會、第38屆超級盃及歐普拉·溫芙蕾的50歲生日。這些演出為葛洛班的職業生涯鋪路，〈你鼓舞了我〉也成為了葛洛班的代表歌曲。葛洛班版本的廣大迴響讓先前知名度不高的〈你鼓舞了我〉出名。

## 西城男孩版本
〈真情守候〉於2005年10月24日作為單曲發行，收錄在西城男孩於2005年秋季發行的第五張專輯《真情相對》中。西城男孩的版本於2005年登上了英國與蘇格蘭的官方榜單公司單曲榜的第一名。MTV在西城男孩前20首最佳單曲名單中將該曲放在第三名。西城男孩於2009年12月在诺贝尔和平奖音乐会上演唱該曲。西城男孩演出時，原作曲者罗尔夫·勒夫兰也在場。

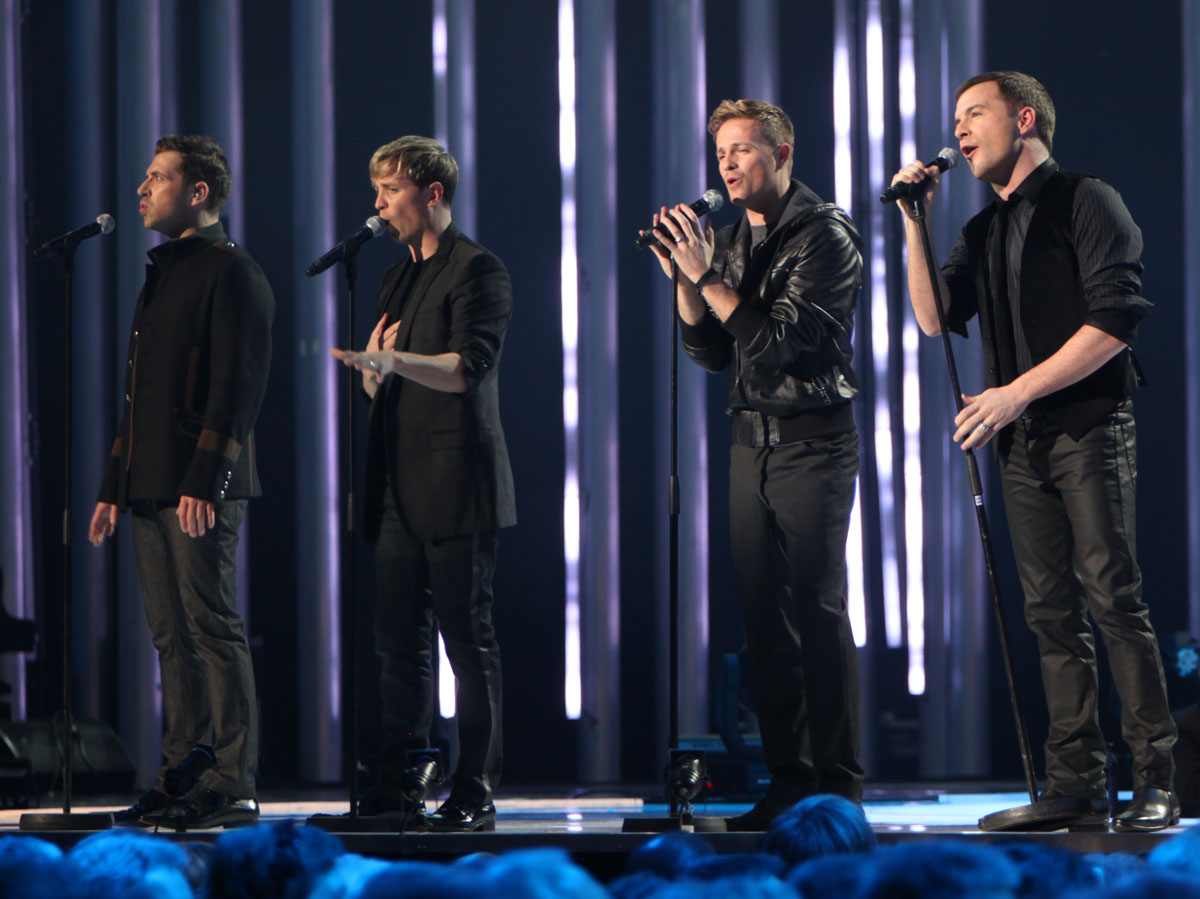
西城男孩於2009年12月在诺贝尔和平奖音乐会上演唱〈你鼓舞了我〉

| 排行榜（2005－2006年）       | 最高 排名 |
| ---------------------------- | --------- |
| 澳大利亞                     | 3         |
| 歐洲（百大熱門歌曲）         | 4         |
| 愛爾蘭（愛爾蘭錄製音樂協會） | 1         |
| 荷蘭（百大單曲）             | 42        |
| 挪威（世道榜）               | 3         |
| 蘇格蘭（官方榜單公司）       | 1         |
| 英國（官方榜單公司）         | 1         |
| 瑞典（最熱榜）               | 7         |
| 德國（GfK娛樂榜單）          | 11        |
| 奧地利（Ö3 Hit 40）          | 46        |

## 其他翻唱版本
〈你鼓舞了我〉已被翻唱了超過125次，翻唱这首歌的歌手或团体包含艾倫·布拉特蘭（挪威文版本）、謝伊·菲亞賽特（挪威文版本）、西絲兒、羅素·華森、湯米·佛萊明、凯尔特女人、麥克·波爾、凯尔特男高音與萨曼莎·曼巴、阿萨英德、桑娜·尼爾森、丹尼尔·贝克（Daniel Beck）、美声男伶、馬丁·赫金斯（Martin Hurkens）、保羅·帕茲、丹尼爾·奧唐納、Selah與衛斯理·克萊恩等。
2003年，歌手丹尼爾·奧唐納翻唱的版本登上英國單曲榜的第22名。2005年，基督教樂團Selah演唱的版本在《告示牌》基督教音樂榜單上名列榜首。2010年，荷蘭歌手衛斯理·克萊恩翻唱了〈你鼓舞了我〉。克萊恩的版本登上了荷蘭四十強單曲榜（Dutch Top 40）的第四名。該曲曾被御徒町凧改寫成日本电视动画《羅密歐×茱麗葉》的片头曲〈祈り～You Raise Me Up〉，並由韓國歌手朴正炫演唱。原文的版本也被當做插曲在《羅密歐×茱麗葉》中播出。2020年香港电影《热血合唱团》亦翻唱了这首歌。

## 流行
〈你鼓舞了我〉為最成功的挪威歌曲之一。該曲是基督教圈子里具有爭議的流行歌曲，曾出現在葬禮等場合。2006年9月21日，〈你鼓舞了我〉成为首支在音樂网站MusicNotes.com上被人下載超过20,000次的歌曲。

## 備註
1. ↑  台灣環球唱片最初將歌曲中文名譯為〈鼓舞我〉[2]，但後續推出的精選將歌曲中文名譯為〈你鼓舞了我〉[3]。而不論是星外星唱片還是深圳中图，皆譯為〈你鼓舞了我〉[4][5]。